# Chelodina ipudinapi
Chelodina ipudinapi is een schildpad uit de familie slangenhalsschildpadden (Chelidae).

## Naam en indeling
De wetenschappelijke naam van de soort werd voor het eerst voorgesteld door Mehdi Joseph-Ouni en William P. McCord in 2022. De soortaanduiding ipudinapi is afgeleid van de Gogodalataal en betekent vrij vertaald 'kleine stinkerd'. Deze naam slaat op de zeer smerig ruikende afscheiding die de schildpad gebruikt ter verdediging.

## Uiterlijke kenmerken
De schildpad blijft kleiner dan de verwante Nieuw-Guinese slangenhalsschildpad (Chelodina novaeguineae) en bereikt een schildlengte van ongeveer 24 centimeter. Mannetjes zijn zo'n vijf tot tien procent kleiner dan vrouwtjes. Het schild is ovaal van vorm en heeft geen verbrede marginaalschilden. De plastronformule is: an > pect ≥ abd > fem ≥ intergul.

## Verspreiding en habitat
De soort komt voor in delen van Azië en leeft endemisch in Papoea-Nieuw-Guinea. Omdat de schildpad vrij recent is ontdekt is er nog vrijwel niets bekend over de habitat en levenswijze.